# Eemswoude

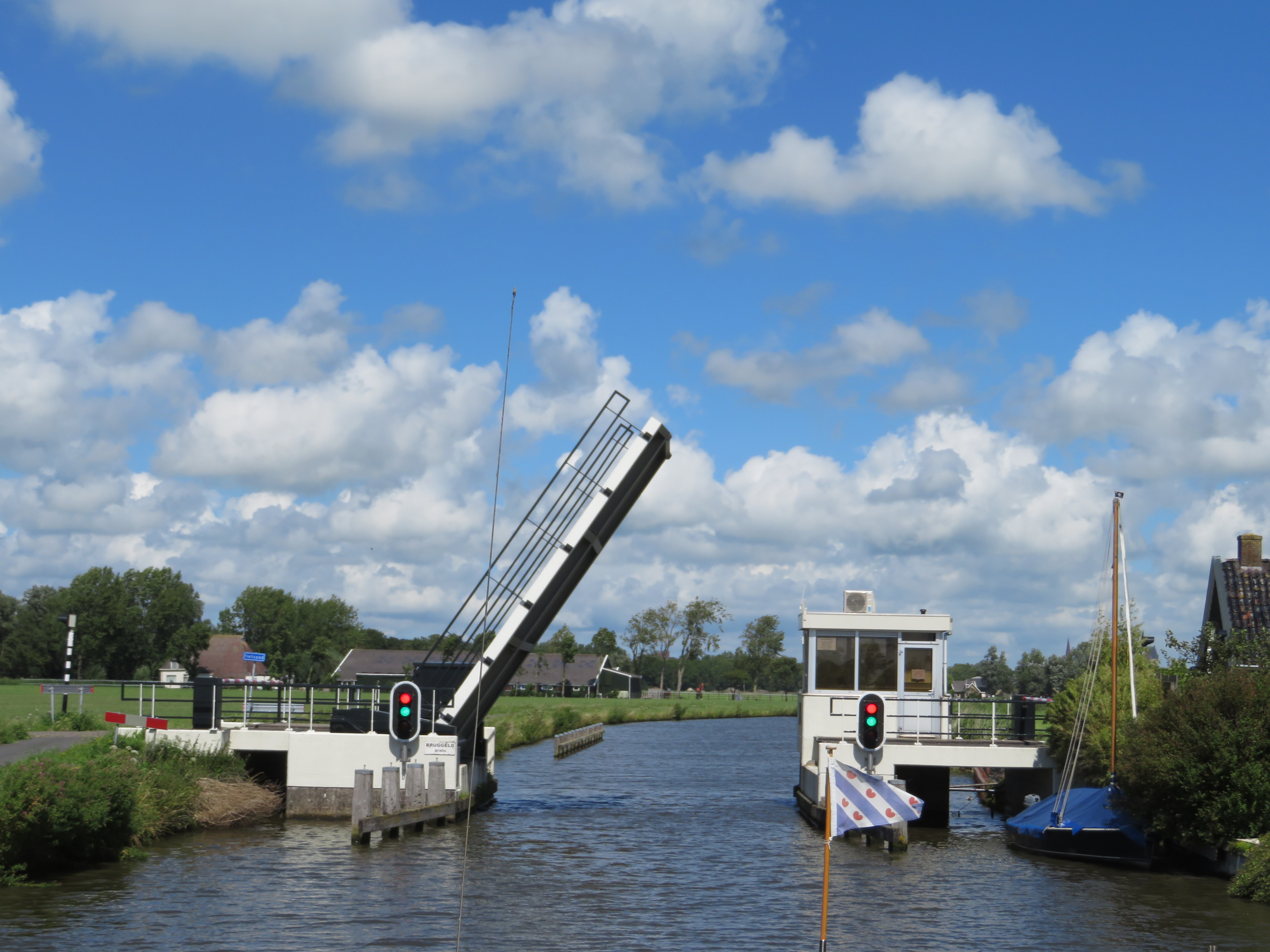
De Ymswâlderbrug

Eemswoude (Fries: Ymswâlde) is een buurtschap bij Tjerkwerd in de gemeente Súdwest-Fryslân, in de Nederlandse provincie Friesland. De buurtschap ligt ten zuiden van Bolsward en ten noordoosten van Tjerkwerd en ligt rond en op een oude terp. Door de buurtschap loopt de Bloedsloot, in het Fries de Bluodderige Feart genoemd. Ten westen loopt de Workumertrekvaart en aan de noord- en oostkant de Wijmerts. De buurtschap bestaat uit een vijftal boerderijen gelegen aan de Eemswouderlaan.  

## Geschiedenis
Eemswoude is op en rond een terp ontstaan. De buurtschap werd in een document uit circa 890 vermeld als in Imisuualde toen het werd geschonken aan de Abdij van Werden. Deze abdij was na 1300 onderdeel van het klooster Hospitaal bij Sneek, als een uithof. Na 1500 viel de uithof onder de hervormde kerk van Bolsward.
De buurtschap werd in 1298 vermeld als Hymeswalt, in 1374 als Imswolde, in 1478 Ynswada, in 1482 als Jmswardt, in 1543 als Ymswolde en Ymswalden en vanaf de 17e eeuw Eemswoude. De plaatsnaam kan wijzen op een zompig bosrijk gebied, ofwel een moerasbos. Een andere verklaring is een gebied bewoond door de persoon Imi of Ieme. 
Qua wegen lag het lang geïsoleerd maar al zeker vanaf de 18e eeuw werd het door bruggen ontsloten, van die bruggen is alleen die van Eemswouderlaan over de Workumertrekvaart overgebleven. Deze is in 1990 vervangen door een nieuwe brug, die de moderne Friestalige benaming van de buurtschap draagt, Ymswâlde.
In 1996 werd de buurtschap op het aardgasleidingnet aangesloten. In 2007 is een van de boerderijen op de terp geheel afgebrand. Tot 2011 lag Eemswoude in de voormalige gemeente Wonseradeel.

## Geboren in Eemswoude
De Friese schrijver Hylke Speerstra (1936) werd in Eemswoude geboren.
Steden: Bolsward · Hindeloopen · IJlst · Sneek · Stavoren · Workum

Dorpen en gehuchten: Abbega · Allingawier · Arum · Blauwhuis · Bozum · Breezanddijk · Britswerd · Burgwerd · Cornwerd · Dedgum · Deersum · Edens · Exmorra · Ferwoude · Folsgare · Gaast · Gaastmeer · Gauw · Goënga · Greonterp · Hartwerd · Heeg · Hemelum · Hennaard · Hichtum · Hidaard · Hieslum · Hommerts · Idsegahuizum · IJsbrechtum · Indijk · It Heidenskip · Itens · Jutrijp · Kimswerd · Kornwerderzand · Koudum · Kubaard · Loënga · Lollum · Longerhouw · Lutkewierum · Makkum · Molkwerum · Nijhuizum · Nijland · Offingawier · Oosterend · Oosterwierum · Oosthem · Oppenhuizen · Oudega · Parrega · Piaam · Pingjum · Poppingawier · Rauwerd · Rien · Roodhuis · Sandfirden · Scharl · Scharnegoutum · Schettens · Schraard · Sijbrandaburen · Terzool · Tirns · Tjalhuizum · Tjerkwerd · Uitwellingerga · Waaxens · Warns · Westhem · Wieuwerd · Witmarsum · Wolsum · Wommels · Wons · Woudsend · Zurich

Buurtschappen: Abbegaasterketting · Anneburen · Arkum · Atzeburen · Baarderburen · Baburen · Bernsterburen · De Bieren · De Blokken · De Hel · De Grits · De Kat · De Klieuw · De Polle · De Wieren · Dijksterburen · Doniaburen · Draaisterhuizen · Driehuizen · Eemswoude · Engwerd · Engwier · Exmorrazijl · Feyteburen · Flansum · Galamadammen · Gooium · Grauwe Kat · Grote Wiske · Grotewierum · Harkezijl · Hayum · Hemert · Hidaarderzijl · Hoekens · Hornsterburen · Idzega · Idserdaburen · Indijk (Bozum) · Jet · Jonkershuizen · Jousterp · Jouswerd · Kampen · Kleine Gaastmeer · Kleine Wiske · Kleiterp · Kooihuizen · Koufurderrige  · Kromwal · Koudehuizum · Laaxum · Laad en Zaad · Lippenwoude · Lytshuizen · Makkum (Bozum) · Meilahuizen · Montsamaburen · Nijeburen · Nijeklooster · Nijezijl · Oosthem (Witmarsum) · Osingahuizen · Piekezijl · Remswerd · Rijtseterp · Scharneburen · Schrok · Sieswerd · Sjungadijk · Smallebrugge · Sotterum · Speers  · Strand · Swaanwerd · Swarte Beien · Tsjerkebuorren · Vierhuizen · Viersprong · Vijfhuis · Vissersburen  · Het Vliet· Westerlittens · Wolsumerketting · Wonneburen · Ypecolsga

 Voormalige buurtschappen: Aaksens · Angterp · De Band · Barsum · De Bird · Bittens · Bloemkamp · Bootland · Bovenburen · Doniawier · Goëngamieden · Hiddum · Houw · Knossens · De Nes · Ottenburen · Sandfirderrijp · Slijp · Spijk · De Weeren 

Friesland: Steden en dorpen      Nederland: Provincies · Gemeenten